# 43083 Frankconrad
43083 Frankconrad è un asteroide della fascia principale. Scoperto nel 1999, presenta un'orbita caratterizzata da un semiasse maggiore pari a 2,4823843 UA e da un'eccentricità di 0,1557276, inclinata di 4,44258° rispetto all'eclittica.